# Claudine François
Claudine François (* 6. April 1948 in Le Havre) ist eine französische Musikerin des Creative Jazz (Piano, Komposition).
François studierte klassisches Piano und arbeitete zunächst als klassische Pianistin. Ein erlebtes Konzert des Art Ensemble of Chicago brachte sie zum Jazz. Sie bildete sich in Workshops bei Jacques Thollot, Daniel Humair und Henri Texier fort und gründete eine Gruppe im Bereich des freien Jazz. Die Arbeit mit Mal Waldron, Don Cherry, Jim Pepper und Bobby Few prägte sie. 
Sie trat mit Musikern wie Marion Brown, Bobby Rangell, Itaru Oki, Kent Carter, Wayne Dockery, Paulo Cardoso, Jack Gregg, François Méchali, Noel McGhee oder Lee Konitz auf. Mit Musikern aus Benin und dem Kamerun gründete sie das Metis-Quintett, das das Programm Amazon aufführte. 
1983 wurde sie mit einem Preis der französischen Urhebervereinigung SACEM ausgezeichnet.

## Diskographische Hinweise
- Camargue (mit Jim Pepper, Ed Schuller, John Betsch, Kendra Shank PAN, 1989)
- Healing Force (mit Didier Forget, Jane Bunnett, Harry Gofin, John Betsch, PAN, 1992)
- Lonely Woman  (mit Steve Potts, Jean-Jacques Avenel, John Betsch. Futura, 2004)
- Piano Solo (Sergent Major, 2010)
- Claudine François/Dan Rose Oasis (Enja, 2012)
- Claudine François/Hubert Dupont/Hamid Drake Flying Eagle (Marge, 2013)